# Fylogenetisk systematik
Fylogenetisk systematik er en taksonomisk klassifikationsmetode, der bruges indenfor biologien.
Fylogenetikken beskriver organismernes afstamning og samler beslægtede organismer i grupper.
- En monofyletisk gruppe indeholder alle efterkommerne af en stamform og ingen andre. Et eksempel er klassen Mammalia (pattedyr). Praktisk betydning er at mælk kun er udviklet én gang.
- En parafyletisk gruppe mangler nogle af stamformens efterkommere. Et eksempel er ordenen Artiodactyla (Parrettåede hovdyr), der mangler hvalerne. Praktisk betydning er at diagnostiske træk (parrede tæer) kan mistes.
- En polyfyletisk gruppe har flere stamformer og indeholder ikke alle efterkommerne. Et eksempel er dyr med vinger: flagermus, fugle, flyveøgler og insekter har vinger men vil tilsammen udgøre en polyfyletisk gruppe. Praktisk betydning er at vinger er udviklet flere gange (konvergent udvikling).

Eksempler på disse grupper i form af kladogrammer:
- En monofyletisk gruppe
- En parafyletisk gruppe
- En polyfyletisk gruppe

## Ændringer i klassifikationen
Der arbejdes indenfor taksonomien på at reducere antallet af para- og polyfyletiske grupper, således at der bliver bedre overensstemmelse mellem den traditionelle taksonomiske klassifikation og den fylogenetiske. Dette betyder at tilhørsforhold til slægter, familier og ordner m.v. undertiden ændres, f.eks. var slægten Vintergrøn tidligere placeret i en egen familie, Vintergrøn-familien, men derved blev Lyng-familien parafyletisk og slægten Vintergrøn henregnes derfor nu til Lyng-familien. Dette kan virke forvirrende, men er i og for sig ukompliceret - ny viden som følge af f.eks. genetiske analyser giver anledning til ændringer af systemet, ligesom man tidligere kunne have placeret hajer og hvaler i samme gruppe, men senere måtte erkende, at de ikke var helt så nært beslægtede. På samme måde henregnedes Svampe tidligere til Planteriget, men nyere forskning viser, at Planteriget derved blev en polyfyletisk gruppe og svampe henregnes derfor i dag til et eget svamperige.
For de taksonomiske grupper højere oppe i systemet er det imidlertid mere kompliceret. Her har man endnu ikke fuldt overblik da der kun foreligger genetiske analyser for en begrænset mængde arter ligesom alle relationer mellem forskellige grupper endnu ikke er fuldt kortlagt. F.eks. er der enighed blandt de fleste forskere om, at gul-, brunalger og flere andre tang-typer ikke skal medregnes til Planteriget. Derimod er der mindre enighed om hvorvidt rød- og grønalger skal henregnes til Planteriget eller ej.
Mest dynamisk forholder det sig dog med grupperingerne udenfor de tre velkendte riger; dyre-, plante- og svamperiget. Her er der mange forskellige bud på grupperinger. Der synes at være enighed om at Eukaryoterne skal deles op i 2 grupper: Unikonta og Bikonta, men så hører enigheden også op. I et forslag fra systematikeren Thomas Cavalier-Smith er alt levende f.eks. delt op i 3 domæner og 6 riger.

## Eksternt link
- Christian Lange og Else C. Vellinga: Rabarber-Parasolhat holder flyttedag – molekylærgenetiske studier omkring slægten Macrolepiota (Webside ikke længere tilgængelig) – en artikel i Svampe, 2004, 50 side 23-42. Se især advarslen på side 26 mod at stole ubetinget på fylogenetiske undersøgelser.